# Ендруз (Јужна Каролина)
Ендруз (енгл. Andrews) град је у америчкој савезној држави Јужна Каролина.

## Демографија
По попису из 2010. године број становника је 2.861, што је 207 (-6,7%) становника мање него 2000. године.
| Група             | 2000.         | 2010.         |
| Белци             | 1.145 (37,3%) | 858 (30,0%)   |
| Афроамериканци    | 1.864 (60,8%) | 1.856 (64,9%) |
| Азијати           | 0 (0,0%)      | 24 (0,8%)     |
| Хиспаноамериканци | 44 (1,4%)     | 102 (3,6%)    |
| Укупно            | 3.068         | 2.861         |